# Гольдблюм, Амирам
Амирам Гольдблюм (ивр. עמירם גולדבלום‎, род. 22 декабря 1945, Рош-Пина, Северный округ) — израильский химик и общественный деятель. Амирам является почётным профессором вычислительной медицинской химии фармацевтической школы Еврейского университета в Иерусалиме. Он получил докторскую степень по органической химии в Еврейском университете. Он возглавляет отдел молекулярного моделирования и разработки лекарств в университетском институте исследований лекарств.
Гольдблюм был лидером организации «Шалом ахшав» (дословно — «Мир сейчас»), в течение 20 лет был её представителем и организовал один из проектов организации — «Наблюдение за поселениями». До 2020 года входил в правление международного совета Фонда Новый Израиль.

## Биография
Амирам Гольдблюм родился в Рош-Пине в 1945 году. Он сын профессора Натана Гольдблюма, старшего офицера медицинского корпуса ЦАХАЛа до 1956 года и лауреата Премии Израиля (1988) за его усилия по искоренению вирусных заболеваний в Израиле, в частности, полиомиелита. Семья была эвакуирована в Хайфу во время арабо-израильской войны 1948 года. Мать Гольдблюма Тамар (урождённая Торен) была членом «Иргун» и участвовала в молодёжном движении «Бейтар» под руководством Элияху Меридора (отца израильского политика и министра Дана Меридора). Гольдблюм изучал химию и физику в Еврейском университете в Иерусалиме, будучи студентом Эрнста Давида Бергмана и Рафаэля Мешулама, и продолжил постдокторантуру в Париже у Бернарда Пулмана и Альберты Пулман, а также у Корвина Ханша в колледже Помона (Калифорния). В 1970–1979 годах он работал диктором новостей в Коль Исраэль и ведущим программ классической и джазовой музыки на Израильском радио. Гольдблюм поступил в Еврейский университет в 1979 году, стал доцентом кафедры медицинской химии в 1989 году, профессором в 2010 году и вышел на пенсию в 2015 году, став почётным профессором. Гольдблюм является членом Высшего академического совета Иерусалимской академии музыки и танца и членом Высшего академического совета Академии Аль-Касеми в Бака-эль-Гарбии.
Гольдблюм был женат на Исраэ́ле Вайнштейн с 1967 года до её смерти в 2006 году. Гольдблюм женат на Идит Амихай, руководителе отделов музеев и общественных галерей Министерства культуры и спорта Израиля.
Сын Гольдблюма, Дан Гольдблюм, служивший в израильском отряде коммандос Сайерет Маткаль, был тяжело ранен в ходе подготовительной операции коммандос (Операция «Ежевичный куст») по убийству Саддама Хусейна 5 ноября 1992 года. Дочь Гольдблюма Майя служила в Сайерет Маткаль вслед за своим братом.
Гольдблюм участвовал в войне Судного дня в октябре 1973 года в составе 86-го батальона, входившего в состав 460-й бронетанковой дивизии. Амирам Гольдблюм сражался со своим подразделением близ Суэцкого канала, где его подразделение сражалось в египетском городе Суэц ближе к концу войны, в Суэцкой битве. История некоторых действий Гольдблюма во время той войны была опубликована в 2014 году.

## Научная карьера
Гольдблюм изобрёл алгоритм решения чрезвычайно сложных комбинаторных задач, получивший название «Итеративное стохастическое исключение» (ISE). 
Алгоритм ISE Гольдблюма является основой для двух связанных с наукой компаний Еврейского университета, которые расширяют его исследования и открытия потенциальных лекарств: Pepticom и RebioticsRX, специализирующихся на наномедицине. Он выиграл первый приз в конкурсе Американского компьютерно-химического общества в области химии на встрече ACS в Вашингтоне, округ Колумбия, в 2000 году за свой новый алгоритм, который был разработан вместе с аспирантом Меиром Гликом. Гольдблюм был награждён премией Кея за инновации в 2017 году за «разительные улучшения в методах открытия лекарств». Институт Фраунгофера, ведущий европейский прикладно-ориентированный исследовательский центр, открыл один из двух своих первых проектных центров, «Проектный центр Фраунгофера по открытию и доставке лекарств» в лабораториях проф. Голомба (доставка лекарств) и Гольдблюма (открытие лекарств) в Институте исследований лекарств.
Исследования Гольдблюма сосредоточены на открытии новых лекарств против SARS-CoV-2, воздействия каннабиноидов, а также ЦНС и ожирении.

## Общественно-политическая деятельность
Гольдблюм был представителем организации «Шалом ахшав» с 1980 по 2000 год. Он был в первых рядах демонстрации, когда был убит протестующий в рядах «Шалом ахшав» Эмиль Гринцвейг. Позже он назвал этот инцидент «катализатором» большей политической активности. Гольдблюм инициировал деятельность «Наблюдение за поселениями» в рамках организации «Шалом ахшав» в 1990 году. В 1995 году Гольдблюм, обсуждая решение израильского кабинета министров о расширении поселений, сказал: «Мы считаем, что это решение приведёт к огромному столкновению с палестинцами». В интервью 2001 года после начала Второй интифады Гольдблюм обсудил название организации «Шалом ахшав» (Мир сейчас), сказав: «Название очень проблематичное. Сегодня я бы не выбрал для движения такое же название, но изменить его сейчас мы не можем. Мне это имя кажется чрезвычайно трудным, и оно даже вызывает у меня смущение. Я даже не могу наклеить наклейку движения на свою машину».
В октябре 2012 года Гольдблюм и фонд его семьи (Фонд «Исраэла») профинансировали и участвовали (вместе с другими израильскими учёными) в организации скандального опроса об отношении израильтян к предрассудкам, вместе с Мордехаем Бар-Оном, Иланом Барухом, Алоном Лиэлем и Михаэлем Сфардом. В пресс-релизе комиссионной группы, отправленном Гольдблюмом, говорилось, что «большая часть еврейского населения (58%) согласна с применением термина «апартеид» к нынешнему положению дел в Израиле. Однако неясно, что понимают под этим термином данные респонденты, поскольку этот вопрос не требовал уточнения». Гольдблюм также признал, что были проблемы с вопросом, использованным в опросе. Израильский статистик Камил Фукс, курировавший компанию, проводившую опрос, сообщил The Times of Israel, что вопросы в указанном опросе были в порядке и не нуждались в изменении командой Dialog.
В январе 2013 года Гольдблюм занял 87-е место в списке кандидатов левой социал-демократической партии Мерец на выборах в Кнессет. 
В феврале 2013 года Гольдблюм был одним из организаторов встречи в Институте Ван Леера в Иерусалиме, на которой обсуждался апартеид в израильском контексте. Новая неправительственная организация «Организация по предотвращению апартеида в Израиле» была создана для выявления и борьбы с тенденциями расизма и апартеида в Израиле.
Из-за своих политических взглядов Гольдблюм решил в апреле 2020 года покинуть Международный совет Фонда Нового Израиля, заявив, что он «ушёл, чтобы быть свободным и независимым, чтобы не приписывать NIF ничего из того, что я говорю, если это отличается от того, что говорит NIF». Фонд Нового Израиля опроверг сообщение газеты Макор Ришон, утверждающее, что «NIF отмежевался от Гольдблюма после его уничижительных замечаний в адрес израильских поселенцев и деятелей правого крыла». NIF отреагировал заявлением, что «вопреки тому, что сказано в этом отчёте, NIF не предпринял никаких шагов против профессора Гольдблюма, Гольдблюм не был исключён из Международного совета, NIF не отмежевался от него и не просил сделать это. Как рассказал Гольдблюм, он попросил об уходе по собственному желанию. Профессор Гольдблюм — человек бесчисленных добродетелей, который всю свою жизнь посвятил добровольному активизму во имя мира и равенства, ради Государства Израиль, израильского общества и Фонда «Новый Израиль», и мы благодарим его за это».